# Kościół Przemienienia Pańskiego w Stargardzie (rzymskokatolicki)
Kościół Przemienienia Pańskiego - kościół rzymskokatolicki w Stargardzie, na os. Pyrzyckim, przy ul. ks. J. Twardowskiego.
Kościół został wzniesiony w 1992 jako tymczasowa kaplica dla nowo powstałej parafii. Zbudowany jest na planie prostokąta. Kościół pokrywa dwuspadowy dach. Od południowego wschodu do świątyni przylega zakrystia.
W czerwcu 2010 roku ruszyła budowa nowego, większego kościoła, położonego w pobliżu starego.

## Proboszczowie
- ks. Jan Śniegowski (1995–2025)[2]
- ks. Roman Wójciak (2025– )[3]